# Johan Skinkel (viceadmiral)
 Der er flere personer med dette navn, se Johan Skinkel (generalmajor).
Johan Skinkel (7. november 1649 – 3. februar 1704 i København) var en dansk søofficer og godsejer.
Han var søn af Laurids Skinkel (af slægten med liljen i våbenet) til Gelskov og Helle Lauridsdatter Grubbe. Efter sin fader arvede han gården Gelskov. Skinkel fik sin første uddannelse som sømand i Holland. 1670 antoges han som lærling i den danske marine, men gik straks efter i hollandsk orlogsfart; her fra kom han ved udbruddet af den Skånske Krig tilbage til Danmark. 1675 udnævntes han til chef for fregatten Lossen og forfremmedes samme år til kaptajnkommandør. 1676-78 førte han den fra svenskerne erobrede fregat Svenske Falk, med hvilken han tog aktiv del i søkrigen. Førstnævnte år ledsagede han Niels Juel på dennes togt til Gulland og udjagede sammen med Jan Behn 2 svenske fregatter af Stenshavn. Det påfølgende år konvojerede han de münsterske tropper fra Holsten; umiddelbart efter slaget ved Møn stødte han til Niels Juels eskadre, erobrede jagterne Venus og Diana samt galioten Kong David og deltog senere i slaget i Køge Bugt. 1678 havde han station i Storebælt, hvor han bemægtigede sig 2 franske kapere. Efter krigen ansattes han ved hvervingen på Fyn, var 1680-81 atter chef for Svenske Falk i Bæltet; året efter forfremmedes han til schoutbynacht og ansattes kort efter (1683-90) som chef for galejerne i Norge, først i Frederikshald, senere (1687) i Christianssand. Ved den store udrustning 1689 førte Skinkel linjeskibet Mars; 1695 sendtes han med en fregat til Holland. 1699 førte han en mindre eskadre og var det påfølgende år interims-viceadmiral på linjeskibet Prins Carl i Ulrik Christian Gyldenløves flåde.
Han døde 3. februar 1704 og er begravet i Everdrup Kirke. Skinkel var 2 gange gift: 1. med Helvig Banner, datter af Eiler Banner og Helvig Lindenov, 2. gang 3. januar 1683 med Elisabeth Sophie Juel, datter af oberst Claus Juel til Nørre Vosborg og Sophie Gyldenstierne; hun levede endnu 1710. Skinkel var far til Niels Juel Skinkel.